# Qazaqstan Kubogy 2023
La Qazaqstan Kubogy 2023 è stata la 31ª edizione della Coppa del Kazakistan. È iniziata il 16 marzo 2023 e si è conclusa il 4 novembre successivo. L'Ordabasy era la squadra campione in carica.
Il Tobyl ha vinto il trofeo battendo in finale l'Ordabasy con il punteggio di 1-0. Per la formazione di Qostanay si tratta del secondo titolo.

## Formato
Il torneo si svolge in due fasi: alla prima fase, prendono parte formazioni provenienti dalla seconda e terza serie kazaka, suddivise in quattro gironi da quattro squadre ciascuno. Le vincenti di ciascun girone si affrontano in un turno di spareggio in gara unica per accedere alla fase finale.
Partono direttamente dalla fase finale, invece, le quattordici squadre dalla Qazaqstan Prem'er Ligasy 2023, affrontandosi in gare di andata e ritorno ad eccezione della finale, da disputarsi su campo neutro.

## Risultati

### Fase a gironi
Il sorteggio della fase a gironi è stato effettuato il 13 febbraio 2023. Tutti i match della fase a gironi si giocano su campo neutro, a Shymkent

#### Gruppo A
| Squadra   | P.ti | G | V | N | P | GF | GS | DR  |
| --------- | ---- | - | - | - | - | -- | -- | --- |
| Aqjaıyq   | 9    | 3 | 3 | 0 | 0 | 15 | 3  | +12 |
| Jas Qyran | 6    | 3 | 2 | 0 | 1 | 7  | 5  | +2  |
| Altaı     | 3    | 3 | 1 | 0 | 2 | 4  | 7  | -3  |
| AKAS      | 0    | 3 | 0 | 0 | 3 | 0  | 11 | -11 |

|           | AKA   | Alt   | Aqj   | Jas   |
| AKAS      |       | 0 - 3 |       |       |
| Altaı     |       |       | 1 - 5 | 0 - 2 |
| Aqjaıyq   | 5 - 0 |       |       | 5 - 2 |
| Jas Qıran | 3 - 0 |       |       |       |

#### Gruppo B
| Squadra | P.ti | G | V | N | P | GF | GS | DR |
| ------- | ---- | - | - | - | - | -- | -- | -- |
| Elimai  | 6    | 3 | 2 | 0 | 1 | 5  | 1  | +4 |
| Jeñis   | 5    | 3 | 1 | 2 | 0 | 6  | 5  | +1 |
| Arys    | 4    | 3 | 1 | 1 | 1 | 4  | 6  | -2 |
| Taraz   | 1    | 3 | 0 | 1 | 2 | 2  | 5  | -3 |

|        | Ary   | Eli   | Jeń   | Tar   |
| Arys   |       | 0 - 3 |       |       |
| Elimaı |       |       | 0 - 1 | 2 - 0 |
| Jeńis  | 3 - 3 |       |       |       |
| Taraz  | 0 - 1 |       | 2 - 2 |       |

#### Gruppo C
| Squadra            | P.ti | G | V | N | P | GF | GS | DR |
| ------------------ | ---- | - | - | - | - | -- | -- | -- |
| Akademıya Ońtýstik | 6    | 3 | 2 | 0 | 1 | 11 | 8  | +3 |
| SD Family          | 4    | 3 | 1 | 1 | 1 | 5  | 5  | 0  |
| Ūlytau             | 4    | 3 | 1 | 1 | 1 | 5  | 6  | -1 |
| Qyran              | 3    | 3 | 1 | 0 | 2 | 4  | 6  | -2 |

|                    | Aka   | Qır   | SDF   | Uly   |
| Akademıya Ońtýstik |       | 5 - 3 | 2 - 3 |       |
| Qıran              |       |       | 1 - 0 | 0 - 1 |
| SD Family          |       |       |       | 2 - 2 |
| Ulytaý             | 2 - 4 |       |       |       |

#### Gruppo D
| Squadra         | P.ti | G | V | N | P | GF | GS | DR  |
| --------------- | ---- | - | - | - | - | -- | -- | --- |
| Tūran Türkistan | 9    | 3 | 3 | 0 | 0 | 12 | 3  | +9  |
| Han-Táńiri      | 6    | 3 | 3 | 0 | 1 | 11 | 5  | +6  |
| Turkistan       | 3    | 3 | 1 | 0 | 2 | 2  | 7  | -5  |
| Jetisaı         | 0    | 3 | 0 | 0 | 3 | 0  | 10 | -10 |

|                 | Han   | Ias   | Jet   | Tur   |
| Han-Tengrı      |       |       | 5 - 0 | 3 - 4 |
| Iassy-Turkistan | 1 - 3 |       |       |       |
| Zhetisay        |       | 0 - 1 |       |       |
| Turan Turkistan |       | 4 - 0 | 4 - 0 |       |

#### Spareggio
| Squadra 1       | Risultato   | Squadra 2          |
| --------------- | ----------- | ------------------ |
| 30 marzo 2023   |             |                    |
| Aqjaıyq         | 7 – 1       | Akademıya Ońtýstik |
| 31 marzo 2023   |             |                    |
| Tūran Türkistan | 2 – 1 (dts) | Elimai             |

### Fase finale
Il sorteggio della fase finale è stato effettuato il 13 febbraio 2023, in concomitanza al sorteggio della precedente fase a gironi.

#### Ottavi di finale
| Squadra 1                       | Totale          | Squadra 2       | Andata | Ritorno     |
| ------------------------------- | --------------- | --------------- | ------ | ----------- |
| 19 aprile 2023 / 29 aprile 2023 |                 |                 |        |             |
| Aqtöbe                          | 2 – 2 (8-9 dtr) | Atyrau          | 2 – 2  | 0 – 0       |
| Ordabasy                        | 5 – 3           | Maqtaaral       | 1 – 2  | 4 – 1       |
| Qyzyljar                        | 3 – 0           | Jetisý          | 3 – 0  | 0 – 0       |
| Shahter Qaraǵandy               | 6 – 0           | Oqjetpes        | 1 – 0  | 5 – 0       |
| 19 aprile 2023 / 30 aprile 2023 |                 |                 |        |             |
| Astana                          | 7 – 1           | Qaisar          | 5 – 1  | 2 – 0       |
| Kaspıı                          | 1 – 3           | Tūran Türkistan | 0 – 1  | 1 – 2 (dts) |
| Tobyl                           | 3 – 2           | Aqsý            | 2 – 0  | 1 – 2       |
| Qairat                          | 2 – 1           | Aqjaıyq         | 2 – 1  | 0 – 0       |

#### Quarti di finale
| Squadra 1                      | Totale | Squadra 2         | Andata | Ritorno |
| ------------------------------ | ------ | ----------------- | ------ | ------- |
| 17 maggio 2023 / 7 giugno 2023 |        |                   |        |         |
| Astana                         | 3 – 1  | Tūran Türkistan   | 2 – 0  | 1 – 1   |
| Ordabasy                       | 2 – 1  | Qyzyljar          | 2 – 0  | 0 – 1   |
| Tobyl                          | 2 – 1  | Shahter Qaraǵandy | 2 – 0  | 0 – 1   |
| Qairat                         | 2 – 3  | Atyrau            | 1 – 1  | 1 – 2   |

#### Semifinali
| Squadra 1                      | Totale | Squadra 2 | Andata | Ritorno     |
| ------------------------------ | ------ | --------- | ------ | ----------- |
| 28 giugno 2023 / 6 luglio 2023 |        |           |        |             |
| Astana                         | 1 – 2  | Ordabasy  | 1 – 0  | 0 – 2 (dts) |
| 28 giugno 2023 / 8 luglio 2023 |        |           |        |             |
| Tobyl                          | 2 – 0  | Atyrau    | 1 – 0  | 1 – 0       |

#### Finale
| Arbitro: | Omarov (Almaty) |

|  |           |               |
|  | Marcatori | 67’ Chesnokov |